# محمد بصاص
محمد مازن بصاص (ولد في 31 أغسطس 1998) هو لاعب كرة قدم سعودي، ومثّل منتخب السعودية لكرة القدم تحت سن 20.

## مسيرة اللاعب
مثل النادي الأهلي في الفئات السنية وأعير إلى نادي التعاون في عام 2019 و أعير إلى نادي الحزم في صيف 2021 و أعير إلى نادي أحد مطلع عام 2022 و وقع مع نادي البكيرية في عام 2023.

## الحياة الشخصية
و هو شقيق اللاعب أحمد بصاص و ابن اللاعب السابق مازن بصاص و ابن عم اللاعب مصطفى بصاص و عمه اللاعب السابق مروان بصاص .

## روابط خارجية
- محمد بصاص على موقع Soccerway.com (الإنجليزية)